# 博尔纳
博尔纳（德語：Borna，發音：[ˈbɔʁna] ⓘ）是德国萨克森州莱比锡县的城市，也是莱比锡县的县治，面积62.44平方千米，2023年12月31日人口为20,013人。